# Jogabani
Jogabani (o Jogbani) è una città dell'India di 29.962 abitanti, situata nel distretto di Araria, nello stato federato del Bihar. In base al numero di abitanti la città rientra nella classe III (da 20.000 a 49.999 persone).

## Geografia fisica
La città è situata a 26° 23' 28 N e 87° 14' 02 E.

## Società

### Evoluzione demografica
Al censimento del 2001 la popolazione di Jogabani assommava a 29.962 persone, delle quali 15.952 maschi e 14.010 femmine. I bambini di età inferiore o uguale ai sei anni assommavano a 5.821, dei quali 3.004 maschi e 2.817 femmine. Infine, coloro che erano in grado di saper almeno leggere e scrivere erano 11.083, dei quali 7.492 maschi e 3.591 femmine.